# دو خواهر (نقاشی)
دو خواهر (فرانسوی: Les Deux Sœurs‎) یا با نام دیگر بر روی تراس، یک نقاشی رنگ روغن بر روی بوم به سال ۱۸۸۱ و اثر هنرمند فرانسوی پیر آگوست رنوآر است، ابعاد این اثر رنوآر (۱۰۰٫۵ سانتیمتر × ۸۱ سانتیمتر) می‌باشد، عنوان دو خواهر در ابتدا به این اثر رنوآر داده شده و عنوان روی تراس به فرانسوی (سور تراس) عنوانی است که اولین خریدار این اثر یعنی پل دوراند روئل بر آن گذاشت، رنوار در نقاشی بر روی تراس از مزون فورنایزه که یک رستوران واقع در جزیره‌ای در رود سن و در حومهٔ غربی پاریس می‌باشد استفاده کرد، این نقاشی یک دختر جوان را به تصویر می‌کشد که خواهر کوچکترش با یک سبد کوچک حاوی توپ‌های پشمی کنارش نشسته. فراتر از نرده‌های تراس می‌توان بوته زار و شاخ و برگ به همراه رودخانهٔ سن را در چشم‌انداز پشت آنها مشاهده کرد، مدل‌های طرح عبارت هستند از، جین دارلوت (۱۸۶۳—۱۹۱۴) خواهر بزرگ‌تر که در زمان طرح این اثر رنوآر ۱۸ ساله بود و در سال‌های بعد یک هنرپیشهٔ مطرح شد اما شخصیت خواهر کوچک‌تر مشخص نیست و فراتر از این موضوع، گفته‌شده که به طور کلی این دو کارکتر هیچ ارتباطی با یکدیگر نداشته‌اند.

## تکمیل اثر
رنوآر کار بر روی نقاشی را در آوریل ۱۸۸۱ آغاز کرد و در تاریخ ۷ ژوئیه ۱۸۸۱ پس از تکمیل اثر توسط دلال آثار هنری پل دوراند روئل به مبلغ ۱۵۰۰ فرانک خریداری شد، این اثر اولین بار در هفتمین نمایشگاه آثار امپرسیونیست در بهار سال ۱۸۸۲ در معرض دید عموم قرار گرفت، در سال ۱۸۸۳ مشخص شد که در مجموعهٔ شخصی به نام چارلز اِفروسی قرار دارد که یک کلکسیونر هنری و یک ناشر است، اما در سال ۱۸۹۲ این نقاشی مجدداً به بازماندگانی از خانوادهٔ دوراند روئل بازگردانده شد.
کپی‌هایی از این نقاشی موجود است، از جمله نسخه‌ای که در مالکیت دونالد ترامپ بوده و در برج ترامپ نگهداری می‌شود. بر اساس ادعای تیم اوبریان، حاکی از اصل بودن این اثر، ترامپ معتقد است که نسخهٔ متعلق به وی کپی نبوده بلکه نسخهٔ اصلی است.

## واژگان
1. ↑  On the Terrace
2. ↑  Pierre-Auguste Renoir
3. ↑  Paul Durand-Ruel
4. ↑  Maison Fournaise
5. ↑  Seine
6. ↑  Jeanne Darlot
7. ↑  Charles Ephrussi